# A tempo di prurito
A tempo di prurito (An Itch in Time) è un film del 1943 diretto da Robert Clampett. È un cortometraggio d'animazione della serie Merrie Melodies, prodotto dalla Leon Schlesinger Productions e uscito negli Stati Uniti il 4 dicembre 1943, distribuito dalla Warner Bros. Nel corto appare per la prima volta la pulce A. Flea, che sarebbe riapparsa nel 1947 in A Horsefly Fleas (in cui viene rivelato che il suo nome è Anthony). Il film fu rieditato con l'insegna "Blue Ribbon" il 30 ottobre 1948 (questa è la versione che circola attualmente).

## Trama
Taddeo sta leggendo un albo a fumetti davanti al camino, mentre il suo cane dorme accanto a lui. Tutto è tranquillo finché una pulce di nome A. Flea arriva e, vedendo il cane, ci sale sopra e lo morde. Questo causa al cane un forte prurito, così l'animale si gratta e tenta di mordere la pulce. Taddeo se ne accorge presto e, dopo aver applicato invano al cane una polvere antipulci, minaccia di fargli un bagno se lo vedrà grattarsi di nuovo. A. Flea però si mette a lavorare sulla sua preda usando picconi e martelli pneumatici, mentre il cane cerca di sopportare prurito e dolore e tenta di grattarsi senza farsi notare (arrivando a farsi graffiare dal gatto). Alla fine però, quando A. Flea usa degli esplosivi, il cane si arrende e guaisce correndo per tutta la casa strusciando il sedere sul pavimento. Quindi Taddeo lo prende e lo porta a fare il bagno, ma A. Flea si trasferisce su di lui, così è il cane a portare Taddeo a fare il bagno. Tuttavia, il cane scivola su un pezzo di sapone e atterra nella tinozza insieme a Taddeo. A. Flea porta via entrambi su un piatto etichettato come "Blue Plate speciale"; tale vista è sufficiente per portare il gatto di Taddeo al suicidio.

## Distribuzione

### Edizione italiana
Il corto fu doppiato in italiano alla fine degli anni novanta dalla Time Out Cin.ca per la trasmissione televisiva. Non essendo stata registrata una colonna sonora senza dialoghi, nelle scene parlate la musica fu sostituita. Le canzoni rimasero quindi in inglese.